# Акшапада Гаутама
 Акшапади Гаутама  (VI століття до н е.) — індійський філософ і логік, автор ньяя-сутри.
Мало відомо про життя Акшапади Гаутами. Він був учнем брахмана Сомашармана, можливо ріші з роду  Ангірасів, автор гімнів «Рігведи» або один з його нащадків. Прізвисько «Акшапади» означає «той, хто йде розсіяний людина, що дивиться в землю або під ноги».
«Ньяя-сутра» Гаутами складається з п'яти книг, є основним джерелом ньяї — однієї з шести головних теїстичних шкіл індійської філософії. Оскільки він заклав основи її філософії, ньяя називається також системою Акшапади.